# Belvosia slossonae
Belvosia slossonae là một loài ruồi trong họ Tachinidae.